# Ci vediamo
Ci vediamo è stata una trasmissione televisiva italiana condotta da Claudio Lippi ed Eugenia Monti, Danila Bonito e Pino Bruno andata in onda su Rai 1 tra il 1989 e il 1992 nella fascia mattutina.
Il programma, ideato da Franco Iseppi, Claudio Lippi, Leone Mancini e Renzo Salvi, era un rotocalco quotidiano che si occupava di commentare attualità e fatti di cronaca. Era presente un ospite musicale, scelto dal pubblico in studio e presente dal lunedì al giovedì. Il venerdì c'era una rubrica di cucina con Vincenzo Buonassisi. Venivano trasmessi anche una serie di collegamenti esterni in giro per l'Italia, con Giovanni Anversa come inviato. Tra le altre rubriche, ce n'era una di consigli legali con Cesare Rimini e una in cui i telespettatori potevano interagire e porre le loro domande agli esperti.
Alcuni tra gli ospiti di turno che si esibivano e venivano intervistati sono stati Edoardo Vianello, Achille Togliani, Don Backy, Gigliola Cinquetti, Sandro Massimini e Angela Luce.